# Shadow Warriors II: Ninja Gaiden II
Ne doit pas être confondu avec Ninja Gaiden II.
Shadow Warriors II: Ninja Gaiden II, connu au Japon sous le titre Ninja Ryukenden II: Ankoku no Jashinken (忍者龍剣伝 II 暗黒の邪神剣) ou bien Ninja Gaiden II: The Dark Sword of Chaos  en Amérique du Nord, est un jeu vidéo de plates-formes/action développé et édité par Tecmo pour la NES en 1990.
Le jeu connait une suite Ninja Gaiden III: The Ancient Ship of Doom en 1991.

## Synopsis

### NINJA GAIDEN II - L'Épée Noire du Chaos
Pour venger la mort de son père, Ryu s'était rendu en Amérique, où il fut soudainement attaqué par une mystérieuse armée. Après avoir échappé de justesse à la mort, il se retrouva face à une femme mystérieuse. Un feu jaillit du revolver brillant qu'elle tenait, et soudain, tout devant Ryu devint flou.
Ryu se réveilla dans un donjon souterrain, où la même femme lui tendit une étrange statue en lui ordonnant de fuir. Ne comprenant pas encore ce qui se passait, Ryu s'échappa avec la statue en main. Il alla voir le Dr. Smith, un archéologue ami de son père, qui lui raconta la légende des statues de lumière et des ténèbres liées à un démon maléfique. Mais, au cours de leur conversation, la statue des ténèbres fut volée par un ninja ennemi. Dr. Smith ordonna à Ryu de la récupérer.
Après avoir retrouvé la statue, Ryu retourna chez le Dr. Smith pour découvrir ce dernier mortellement blessé. Avant de succomber, il murmura : "Ryu, la statue de lumière a été volée...". Lorsque Ryu leva les yeux, il se retrouva encerclé par des hommes en noir, armés. Ces hommes le conduisirent à une base secrète de la CIA, où le Chef Foster lui révéla que la mystérieuse femme, Irene, était en réalité une espionne de la CIA. Foster expliqua aussi les plans diaboliques de Jaquio concernant le Temple des Ténèbres. Ryu fut alors chargé de récupérer la statue de lumière volée.
Ryu se dirigea vers le Temple des Ténèbres, situé au cœur de la jungle amazonienne. Mais Jaquio, qui retenait Irene en otage, força Ryu à lui remettre la statue des ténèbres avant de le jeter dans une grotte souterraine. Ryu réussit à s'échapper et retrouva Bloody Malth, l'assassin de son père. Ryu et Malth s'affrontèrent dans un duel à mort. Avec son dernier souffle, Malth révéla à Ryu une nouvelle choquante : "Ton père est vivant."
Un démon masqué attendait dans le temple pour affronter Ryu. Mais la voix sinistre de Jaquio résonna : "Même ton propre père ne peut te vaincre !". Le démon masqué n'était autre que Ken, le père de Ryu, soumis à un contrôle mental. Une fois libéré de l'influence de Jaquio, Ken se sacrifia pour protéger son fils des boules de feu de Jaquio. Fou de rage, Ryu attaqua Jaquio et le vainquit.
Après la chute de Jaquio, Ryu retrouva son père agonisant. Ken lui confia les statues de lumière et des ténèbres, mais à cet instant, la lune s'obscurcit lors d'une éclipse. Les statues commencèrent à raviver le démon maléfique. Mais Ryu parvint à vaincre le démon, et le temple s'effondra dans un vacarme assourdissant. Le soleil du matin perça les ténèbres, ramenant la paix.
Un an s'est écoulé, mais les activités maléfiques dans le royaume des ténèbres continuent. Le seigneur démoniaque Ashtar, qui contrôle secrètement Jaquio, est désormais en mouvement...